# Rafael Bracalli
Rafael Wihby Bracalli est un footballeur brésilien né le 5 mai 1981 à Santos. Il évolue au poste de gardien de but.

## Biographie
Il dispute 6 matchs en Copa Libertadores avec le Paulista Futebol Clube et 8 matchs en Ligue Europa avec le CD Nacional.
Il évolue depuis 2018 au Boavista FC où il a signé un contrat jusqu'en juin 2023.

## Carrière
- 2001-2006 :  Paulista FC
- 2006-2011 :  CD Nacional
- 2011- 2013:  FC Porto
- → 2012-2013 :  SC Olhanense (prêté par le FC Porto)
- 2013 - 2015:  Panetolikós FC[1],[2]
- 2015 - 2018 :  FC Arouca
- depuis 2018 :  Boavista FC

## Palmarès
- Vainqueur de la Coupe du Brésil de football en 2005 avec le Paulista FC
- Champion du Portugal en 2012 avec le FC Porto